# Frances Goodrich
 (novembre 2021).
Si vous disposez d'ouvrages ou d'articles de référence ou si vous connaissez des sites web de qualité traitant du thème abordé ici, merci de compléter l'article en donnant les références utiles à sa vérifiabilité et en les liant à la section « Notes et références ».
Pour les articles homonymes, voir Goodrich.
Frances Goodrich est une scénariste américaine née le 21 décembre 1890 à Belleville, New Jersey (États-Unis), morte le 29 janvier 1984 à New York (New York).

## Filmographie partielle
- 1931 : Up Pops the Devil
- 1933 : Le Secret de Madame Blanche (The secret of Madame Blanche)
- 1933 : Penthouse
- 1934 : Les Amants fugitifs (Fugitive Lovers), de Richard Boleslawski
- 1934 : L'Introuvable (The Thin Man)
- 1934 : Jours heureux (film, 1934)
- 1934 : La Passagère (Chained)
- 1935 : La Fugue de Mariette (Naughty Marietta)
- 1935 : Impétueuse Jeunesse (Ah, Wilderness!)
- 1936 : Rose-Marie
- 1936 : Nick, gentleman détective (After the thin Man) de W. S. Van Dyke
- 1936 : La Petite Provinciale (Small Town Girl)
- 1937 : L'Espionne de Castille (The Firefly)
- 1939 : Avocat mondain (Society Lawyer), d'Edwin L. Marin
- 1939 :  Nick joue et gagne (Another Thin Man)
- 1944 : Les Nuits ensorcelées (Lady in the dark)
- 1944 : The Hitler Gang
- 1946 : Le Traître du Far-West (The Virginian)
- 1946 : La vie est belle (It's a Wonderful Life)
- 1948 : Belle Jeunesse (Summer Holiday)
- 1948 : Le Pirate (The Pirate)
- 1948 : Parade de printemps (Easter Parade)
- 1949 : Amour poste restante (In the Good Old Summertime)
- 1950 : Le Père de la mariée (Father of the Bride)
- 1951 : Allons donc, papa ! (Father's Little Dividend)
- 1951 : L'Âge d'aimer (Too Young to Kiss) de Robert Z. Leonard
- 1954 : Donnez-lui une chance (Give a Girl a Break)
- 1954 : La Roulotte du plaisir (The Long, Long Trailer)
- 1954 : Les Sept Femmes de Barbe-Rousse (Seven Brides for Seven Brothers)
- 1956 : Gaby de Curtis Bernhardt
- 1958 : Un certain sourire (A Certain Smile)
- 1959 : Le Journal d'Anne Frank (The Diary of Anne Frank)
- 1962 : Five Finger Exercise
- 1980 : Le Journal d'Anne Frank (The Diary of Anne Frank) (téléfilm)
- 1991 : Le Père de la mariée (Father of the Bride)

## Théâtre
- 1932 : Bridal Wise, en collaboration avec Albert Hackett, au Cort Theatre à Broadway, mise en scène de Frank Craven[3] puis au El Capitan Theatre à Hollywood, première le 22 janvier 1933, mise en scène de Russell Fillmore[4].